# طواف أوقيانوسيا للدراجات 2005–06
طواف أوقيانوسيا للدراجات 2005–06 (بالإنجليزية: 2005–06 UCI Oceania Tour)‏ هو الموسم 2 من طواف أوقيانوسيا للدراجات ‏، بدأ الموسم بسباق داون أندر 2006 في 17 يناير 2006، وانتهى بسباق طواف هيرالد صن 2006 في 8 أكتوبر 2006.
فاز  بالمركز الأول Gordon McCauley ‏، وبالمركز الثاني Logan Hutchings ‏، وبالمركز الثالث كلينتون أفيري

## السباقات
| طواف أوقيانوسيا للدراجات | طواف أوقيانوسيا للدراجات | طواف أوقيانوسيا للدراجات | طواف أوقيانوسيا للدراجات | طواف أوقيانوسيا للدراجات | طواف أوقيانوسيا للدراجات | طواف أوقيانوسيا للدراجات | طواف أوقيانوسيا للدراجات |
| التاريخ                  | #                        | السباق                   | الفائز                   | الثاني                   | الثالث                   |                          |                          |
| ------------------------ | ------------------------ | ------------------------ | ------------------------ | ------------------------ | ------------------------ | ------------------------ | ------------------------ |
| 17 – 22 يناير 2006       | 1                        | داون أندر                | سيمون جيرانس             | لويس ليون سانشيز         | روبي ماكوين              |                          |                          |
| 08 – 14 أكتوبر 2006      | 2                        | طواف هيرالد صن           | سيمون جيرانس             | Chris Jongewaard ‏        | ديفيد ماكان              |                          |                          |

## وصلات خارجية
- الموقع الرسمي